# Tony Leondis
Anthony „Tony” Leondis (New York, 1972. március 24. –) amerikai filmrendező és író.

## Élete és pályafutása
Pályafutását az Egyiptom hercege és Az oroszlánkirály 2-vel kezdte.Később csatlakozott a  DisneyToon Studios-hoz, ahol megírta a Eszeveszett birodalom 2. - Kronk, a király forgatókönyvét. 2005-ben debütált rendezőként, első saját rendezésű rajzfilme a Lilo és Stitch 2. – Csillagkutyabaj. 2008-ban írta meg az Igor forgatókönyvét az MGM Studios / Exodus Film Group-nak. 2011-től a DreamWorks Animationnak dolgozik, következő filmje a Boo U nevet viselte, majd később B.O.O.: Bureau of Otherworldly Operations névre módosították, és amely 2015-ben jelenik meg.

## Filmográfia
- Az oroszlánkirály 2 – Szimba büszkesége (1998) (karakterek készítője)
- Egyiptom hercege (1998)
- Irány El Dorádó (2000)
- A legelő hősei (2004)
- Lilo és Stitch 2. – Csillagkutyabaj (2005) (rendező, forgatókönyvíró)
- Eszeveszett birodalom 2. - Kronk, a király (2005) (forgatókönyvíró)
- Igor (2005) (rendező, forgatókönyvíró, Killisuem Fan hangja)
- Kung Fu Panda: Legendás mesterek (2011) (rendező, Croc szinkronhangja)
- Az Emoji-film (2017) (rendező, író, Laughter hangja, Broom hangja, Pizza hangja)

## Fordítás
- Ez a szócikk részben vagy egészben  a   Tony Leondis című angol Wikipédia-szócikk fordításán alapul.  Az eredeti cikk szerkesztőit annak laptörténete sorolja fel. Ez a jelzés csupán a megfogalmazás eredetét és a szerzői jogokat jelzi, nem szolgál a cikkben szereplő információk forrásmegjelöléseként.